# Puyo Pop Fever
Puyo Pop Fever, conocido en Japón como Puyo Puyo Fever (ぷよぷよフィーバー), es un videojuego de puzles de la saga Puyo Puyo publicado como arcade a finales de 2003. Posteriormente fue convertido a diversas plataformas: PlayStation 2, Dreamcast, GameCube, Xbox, Mac OS X, Game Boy Advance, Windows, Windows Mobile, Palm OS, Nintendo DS, PlayStation Portable y Xbox 360 (dentro de la línea  Xbox Originals). Fue desarrollado por el Sonic Team y Sega publicó todas las versiones en Japón aunque, en un intento de trasladar la saga a otros países, se hicieron otras versiones que fueron publicadas por distintas empresas, como Sega of America, Atlus, Sega of Europe o THQ.

## Jugabilidad
Todo el juego se basa en los Puyos, una especie de criaturas esféricas de colores, con distintas caras. Cada jugador dispone de un campo de 6 columnas y 12 filas, teniendo lugar para 72 Puyos. Si alguna de las dos columnas centrales se te llena, pierdes la partida. Los Puyos van cayendo (al estilo Tetris), hasta llegar abajo del todo de la pantalla. Estos pueden caer en grupos de 2, de 3, y en forma de un Puyo gordo, que son en realidad 4 formando un cuadrado.
Hay un total de 5 colores, habiendo 3 en fácil, 4 en normal y 5 en difícil (Rojo, Azul, Verde, Amarillo y Morado), y deben juntarse de 4 en 4, del mismo color, para hacerlos desaparecer. Se pueden juntar en horizontal y/o en vertical, pero nunca en diagonal. Así, si 4 Puyos se tocan, desaparecerán y los Puyos sobre ellos bajarán. Si al caer forman otros grupos, también desaparecerán y realizarán un combo. 
Al realizar un combo, al jugador le caen unos Puyo transparentes, comúnmente llamados puyos ruidosos, que no se eliminan formando grupos. Estos deben eliminarse uniendo Puyos de colores alrededor. Según el número de combos, y el número de Puyos usados en cada uno, al contrincante le caerán más o menos puyos ruidosos. El jugador atacado puede ver los que le van a caer arriba (ésta es conocida como la Cola de Basura):
- Puyo pequeño: 1 puyo ruidoso.
- Puyo grande: 6 puyos ruidosos.
- Puyo rojo: 30 puyos ruidosos.
- Estrella: 180 puyos ruidosos.
- Luna: 360 puyos ruidosos.
- Corona: 720 puyos ruidosos.

(Las siguientes aparecen en Puyo Puyo~n, pero solo la cometa vuelve para Puyo Puyo! 15th Anniversary).
- Cometa: 1440 puyos ruidosos.
- Planeta: 2880 puyos ruidosos.
- Gran Puyo: 5760 puyos ruidosos.

El jugador atacado, sin embargo, puede hacer que dichos puyos ruidosos no le caigan efectuando combos. En lugar de lanzar Puyos al adversario, se irá quitando de los que le vayan a caer. Si un jugador vacía su tablero, obtendrá el bonus "ALL CLEAR", dando al jugador varias ventajas según la situación:
1) A diferencia del "ALL CLEAR" originario del Puyo Puyo Tsu, el jugador no enviará automáticamente 30 puyos ruidosos al oponente en la siguiente cadena, sino que se obtendrá una cadena de 4 combos pre-hecha y que el jugador puede activarla o extenderla a su gusto.
2) Se añaden 5 segundos al contador de tiempo, correspondiente al jugador, para el modo Fiebre.

### Modo Fiebre
Esta entrada de la saga incluye el Modo Fiebre. Cuando un jugador se está quitando puyos ruidosos que le van a caer, se va llenando una barra de fiebre. Si ésta alcanza el máximo, entrará en Modo Fiebre. En este modo, se prepara un combo de 5 al jugador. Si lo realiza bien (es decir, hace un combo de 5 o más), se le preparará un combo igual al realizado más 1. Si lo hace de uno menos, recibirá el mismo combo. Si hace dos combos menos, se le rebajará el número de combos del siguiente.
El Modo Fiebre tiene tiempo, y depende de los combos que te haya lanzado el adversario. Cuando tu medidor de fiebre aumenta en 1, el tiempo de la próxima fiebre del rival (siempre y cuando no esté en dicho modo) aumentará 1 segundo. El mínimo de tiempo es 15 segundos, y el máximo es de 30. Al acabar, vuelves a tu tablero normal. Si haces "ALL CLEAR" al entrar en fiebre, en lugar de preparar uno de 5, te preparan uno de 7. Si dentro del fiebre haces "ALL CLEAR", también te aumentarán 2 combos en lugar de 1. El número de combos del fiebre se guardan de fiebre en fiebre. Así, si tú realizas un combo de 10 y sales del fiebre, el siguiente será de 11. En caso de hacer "ALL CLEAR" justo al terminar el modo fiebre, cuando vuelvas a entrar al modo fiebre obtendrás 2 combos extras a tu última cadena, siendo que ya obtenías más 1 combo (por cadena superada) obtendrás al final más 3 combos (por cadena superada y "ALL CLEAR").
A pesar de la brutalidad que supone esto, la cosa está bastante nivelada, ya que si haces muchos combos, el otro jugador entrará en fiebre, y también te lanzará muchos combos. Así, tarde o temprano, uno se superpondrá al otro jugador, ya que, si te van a caer Puyos y no tienes ningún combo disponible, éstos te caerán (de 30 en 30), y enseguida te llenará la pantalla.
Además, en fiebre también te pueden caer puyos ruidosos, dándose casos en los que tengas el tablero perfecto, pero el tablero del modo fiebre se te llene y pierdas la partida. Otro caso muy frecuente es que tras salir del fiebre no tengas suficientes Puyos de colores, pero una gran cantidad de puyos ruidosos. Si no logras hacer "ALL CLEAR" o tienes mucha suerte, ya has caído. 
La cadena máxima del juego suele ser de 15 combos, pero usando técnicas avanzadas, se pueden alcanzar incluso los 19 combos.

## Personajes
Cada uno de los personajes del juego ofrecen una jugabilidad diferente. Con la adición de grupos de 3 y 4 Puyos (a diferencia de entregas anteriores), cada jugador tiene su propia secuencia de Puyos. Esta secuencia puede verse en el menú de selección de personaje, donde hay un dibujo de la secuencia entera.
Todos los jugadores son seleccionables, pero no en el Modo Historia (en éste sólo se puede jugar con Amitie (Recorrido RunRun o WakuWaku) o Raffine (Recorrido HaraHara). También hay dos personajes ocultos, uno de los cuales posee una secuencia de Puyos bastante potente. Para desbloquearlos, el jugador debe encontrarlos y enfrentarlos en el modo Historia.

### Amitie [アミティ]
Amitie es una chica aventurera, que asiste a la escuela mágica de Primp Town con Raffine y el resto de los personajes. Es nueva con la magia, aunque su magia es idéntica a la magia de Arle, protagonista de entregas anteriores de la saga. Lleva un gorro enorme rojo y se rumorea que tiene grandes poderes mágicos escondidos. Es la primera en salir en busca de la varita de la profesora Accord. Amitie es un personaje balanceado, excelente para principiantes, además de ser utilizada obligatoriamente en los dos primeros recorridos del Modo Historia.

### Raffine [ラフィーナ]
Raffine es una niña de una familia rica, que tiene como rival a Amitie, y decide encontrar la varita antes que ella, para ganar el respeto de Ms. Accord (aunque no está claro si Raffine le agrada o no a Ms. Accord). Parece tener una cierta herencia francesa, de ahí que utilice palabras francesas en sus cadenas. Es un poco engreída, pero tampoco es mala. Raffine es otra personaje balanceada, y la personaje obligatoria a utilizar en el recorrido difícil del Modo Historia.

### Oshare Bones [おしゃれコウベ]
Oshare Bones es, posiblemente, el más extraño y gracioso personaje de todo el juego, siendo un esqueleto que sigue los pasos de Skeleton-T (anterior esqueleto de la saga). Le encanta ir a la moda y está un poco chiflado, además de ser algo mentiroso. Es un personaje realmente flexible, tanto en el ataque como en la defensa. Su secuencia de Puyos es muy similar a la de Onion Pixy, teniendo los mismos Puyo en un orden diferente. La versión de Game Boy Advance incluye algunos artworks nuevos del personaje.

### Rider [リデル]
Una chica con apariencia de elfo que es bastante tímida, con grandes orejas y pelo verde. Tiene también un par de pequeños cuernos que crecen en su cabeza. Suele dudar y tartamudear, hasta el punto de no estar segura de nada. Por ello, suele temer enfrentarse a sus oponentes, aunque luego no lo haga tan mal. Es un personaje muy fuerte en el modo normal, pero en el modo fiebre es bastante floja. En Puyo Puyo Fever 2 Rider recibe una carta de Klug (Llamado Kuruku en japonés) y se la da a Amitie la lee y parece confundida y harta, pero Rider dice que Klug se ha esforzado para enviarle la carta, así que sentirá ella también algo.

### Klug [クルーク]
Un chico de la clase de Amitie y Raffine, que es un empollón. Se rumorea que está poseído por un demonio, debido a su diabólica risa. Siempre está leyendo o usando algún libro, y es el representante de la clase. Pretende llegar a ser un mago muy poderoso, y hará todo lo posible por conseguirlo. Tiene una secuencia bastante sólida, siendo un personaje bueno para jugadores novatos o avanzados. Es el personaje más poderoso fuera del modo fiebre. Además en el juego parece mostrar cierto sentimiento por Amitie y a Raffine le cuesta demostrarlo ya que en el juego Puyo Puyo 7 no lo acepta.

### Dongurigaeru [どんぐりガエル]
Una extraña rana, que se pasa el día votando aquí y allá, capaz de decir sólo una palabra ("¡kero kero!" en japonés y "ribbit ribbit!" en inglés). Se pone furioso enseguida, y es un potente adversario. Jugando contra él, va llenando las columnas 5 y 6, para no tener problemas en caso de caída de Puyos transparentes. Su IA es la misma que Nohoho, otra rana de la saga Puyo Puyo Original. Sin embargo, Dongurigaeru no llena su 4º columna, debido a un cambio en las normas que dicta que si esa columna se llena, también pierde.

### Frankensteins [こづれフランケン]
Estos dos Frankensteins son en realidad padre (Frankendad) e hijo (Frankenkid). El primero es incapaz de comunicarse más que con gruñidos, mientras que su hijo hace de traductor, aunque tergiversando algo por el camino. Se comportan de forma similar a TaruTaru en cuanto a ataques, aunque su secuencia es mitad Popoi, mitad Accord. 

### Onion Pixy [おにおん]
Uno de los personajes más adorables del juego, Onion es una pequeña cebolla con un traje cavernícola y un enorme garrote. En Japón es llamado "Oni", que significa ogro (es decir, que es una pequeña cebolla ogro). Onion es muy voluble y es mejor no hacerlo enfadar. Es un personaje potente, que comparte secuencia con Oshare Bones, en cuanto a número de Puyos.

### Prince of Ocean [さかな王子]
Denominado "Ocean Prince" en la versión de DS, este pez es uno de los personajes más potentes, junto a Oshare Bones. Como príncipe, lleva corona, y es bastante creído. Cree que todo el mundo debe servirle a sus órdenes, y no tolera un comportamiento diferente. Tiene un mayordomo llamado Butler. Puede entrar rápidamente en fiebre, el cual es potente, siendo incluso superior a Popoi y Hohow Bird. También es uno de los personajes con más Puyos en su secuencia.

### Yu [ユウちゃん]
Una fantasma feliciana, que disfruta con los pequeños placeres de la vida, como bailar (sin piernas). A Yu le encanta ser el centro de atención, y para ella es Halloween todos los días. Entra al torneo con el fin de buscar a su hermano, Rei (y la combinación de estos dos nombres forman la palabra Yu-rei, que significa "Fantasma" en japonés). Es la personaje más rápida entrando en fiebre, y es capaz de mantenerlo durante un buen rato. Contra la máquina, Yu llena siempre la columna izquierda y derecha, por si las cosas se ponen feas. Tiene la segunda secuencia con más Puyos del juego.

### Tarutaru [タルタル]
Un personaje enorme y gordo, formando una verdadera esfera. Es muy fuerte y pesa aún más, pero carece de la suficiente inteligencia como para hacer grandes estrategias. Uno de los personajes más poderosos, capaz de lanzar 4 veces más Puyos que otros personajes. TaruTaru se siente solo a menudo, y no es muy bueno hablando con las mujeres..

### Hohow Bird [ほほうどり]
Un extraño pájaro, que es, en realidad, un pollo. Se cree un héroe, aunque es en realidad arrogante. Sin embargo, es uno de los personajes más potentes en fiebre (siendo similar a Popoi). En su secuencia hay un montón de grupos de 3 Puyos, ayudándole a salir de apuros y dándole facilidad para hacer buenos combos. Su secuencia no tiene ningún grupo de 4.

### Arle [アルル]
Arle es la protagonista de toda la saga Puyo Puyo, aunque desde la llegada de Fever, ha quedado relegada a un segundo plano. Como de costumbre, se ha perdido y ha acabado en el mundo de Amitie, donde acaba compitiendo con ella. Arle es una hechicera experta, y un personaje balanceado que sólo tiene grupos de 2 Puyos, como los juegos anteriores de la saga. Es fuerte y no acepta un "no", y para vengarse pide una batalla. A Arle le cuesta aceptar la verdad y está muy rivalizada con Amitie.

### Ms. Accord [アコール先生]
Ms. Accord es la profesora de la clase de Amitie, y siempre lleva a su gato marioneta Popoi. También es la mente maestra tras los planes referentes a su varita. Accord enseña a sus alumnos todos los trucos que puede, y luego le da vida a su marioneta, haciendo de ventrílocua. Es también uno de los personajes con más Puyos en su secuencia, y una formidable adversaria cuando es manejada por la máquina.

### Popoi [ポポイ]
Popoi es el diabólico gato marioneta que lleva Accord siempre consigo. Es el jefe final de los dos primeros recorridos del Modo Historia. A pesar de parecer mono a manos de la profesora, luego se hace parecer realmente un demonio, sobre todo debido a su voz. Popoi es un temible adversario, capaz de lanzar Puyos transparentes a una velocidad endiablada. Para desbloquearlo, hay que ganarle en el recorrido WakuWaku o HaraHara, sin importar el número de continuaciones.

### Carbuncle [カーバンクル]
Carbuncle es el compañero mascota de Arle. Su apariencia es la de un conejo amarillo, con una gema roja en la frente. En la mayoría de los juegos, Carbuncle tan sólo aparece en el tablero, bailando y haciendo un poco el tonto, pero cuando pelea es el más potente adversario. Carbuncle posee la secuencia con más Puyos del juego, y es además capaz de entrar muy rápido en fiebre. Su única desventaja es que tiene una potencia igual a Arle dentro y fuera del fiebre. Además, sus Puyos caen a una velocidad mayor que la de cualquier personaje, haciéndolo mortal en manos de jugadores experimentados. Para desbloquear a Carbuncle, el jugador debe encontrarlo en el último combate. Según una de estas condiciones:
- Completar el recorrido HaraHara en cualquier dificultad, sin usar continuaciones, entrando en Fiebre menos de 4 veces o más de 11.
- Completar el recorrido HaraHara con un gasto de continuaciones múltiplo de 7.

El jugador está obligado a derrotarlo para desbloquearlo en las versiones de PS2 y GameCube.
- Datos: Q1058179